# 马吴吉·德赛
马吴吉·德赛是印度巴纳斯坎塔县一名政客，巴纳斯戴丽副主席。为印度人民党党员。他还是德埃萨农产品市场委员会（APMC）主席。2017年11月24日，印度人民党中央选举委员会提名他为立法议会议员。